# Sucinagonia
Sucinagonia is een geslacht van kevers uit de familie bladkevers (Chrysomelidae).
De wetenschappelijke naam van het geslacht werd in 1939 gepubliceerd door Uhmann.

## Soorten
- Sucinagonia javetana Uhmann, 1939